# Флоріан Мюллер
Флоріан Мюллер (нім. Florian Müller, нар. 13 листопада 1997, Саарлуї) — німецький футболіст, воротар клубу «Фрайбург».

## Клубна кар'єра
Народився 13 листопада 1997 року в місті Саарлуї. Вихованець футбольної школи клубу «Майнц 05». За резервну команду «Майнца» дебютував 2 квітня 2016 року в матчі Третьої ліги проти клубу «Гемніцер». Загалом у дублі провів три сезони, взявши участь у 28 матчах чемпіонату. У 2017 році підписав контракт з клубом до 2022 року.
За першу команду дебютував у Бундеслізі 3 березня 2018 року в матчі з «Гамбургом» (0:0). Станом на 5 травня 2018 року відіграв за клуб з Майнца 5 матчів в національному чемпіонаті.

## Виступи за збірну
2016 року дебютував у складі юнацької збірної Німеччини, взяв участь у 2 іграх на юнацькому рівні, пропустивши 3 голи.
З 2018 року залучався до матчів молодіжної збірної Німеччини, у її складі поїхав на молодіжний чемпіонат Європи 2019 року в Італії.

## Статистика виступів

### Статистика клубних виступів
| Сезон             | Команда           | Чемпіонат         | Чемпіонат | Чемпіонат | Національний кубок | Національний кубок | Національний кубок | Континентальні кубки | Континентальні кубки | Континентальні кубки | Інші змагання | Інші змагання | Інші змагання | Усього | Усього | Усього |
| Сезон             | Команда           | Ліга              | Ігор      | Голів     | Ліга               | Ігор               | Голів              | Ліга                 | Ігор                 | Голів                | Ліга          | Ігор          | Голів         | Ігор   | Голів  |        |
| ----------------- | ----------------- | ----------------- | --------- | --------- | ------------------ | ------------------ | ------------------ | -------------------- | -------------------- | -------------------- | ------------- | ------------- | ------------- | ------ | ------ | ------ |
| 2015–16           | «Майнц 05» II     | 3Л                | 2         | -7        |                    | -                  | -                  |                      | -                    | -                    |               | -             | -             | 2      | -7     |        |
| 2016–17           | «Майнц 05» II     | 3Л                | 18        | -25       |                    | -                  | -                  |                      | -                    | -                    |               | -             | -             | 18     | -25    |        |
| 2017–18           | «Майнц 05» II     | РЛ                | 8         | -9        |                    | -                  | -                  |                      | -                    | -                    |               | -             | -             | 8      | -9     |        |
| 2016–17           | «Майнц 05»        | БЛ                | 0         | 0         | КН                 | 0                  | 0                  | ЛЄ                   | 0                    | 0                    |               | -             | -             | 0      | 0      |        |
| 2017–18           | «Майнц 05»        | БЛ                | 5         | -5        | КН                 | 0                  | 0                  |                      | -                    | -                    |               | -             | -             | 5      | -5     |        |
| Усього за кар'єру | Усього за кар'єру | Усього за кар'єру | 33        | -46       |                    | 0                  | 0                  |                      | 0                    | 0                    |               | -             | -             | 33     | -46    |        |